# Pierre Harant
Pierre Harant, né le 10 décembre 1875 à Paris et mort le 6 février 1940 à Rueil-Malmaison, est un architecte français.

## Biographie
En 1903, Pierre Harant devient architecte de la ville de Dreux à la suite de la démission d'Eugène-Édouard Avard.

## Principales réalisations
- Groupe scolaire d'Aunlay-lès-Bondy (Aulnay-sous-Bois), 1, place Jean-Claude Abrioux, Aulnay-sous-Bois, 1898-1902[1],[3].
- Groupe scolaire, 9, rue des Écoles, Nogent-le-Roi, 1906-1912[1],[4].